# 安徽省监察委员会
安徽省监察委员会，简称安徽省监察委，是中华人民共和国安徽省的省级地方国家监察机关，与中国共产党安徽省纪律检查委员会合署办公，成立于2018年1月31日，取代安徽省监察厅的职能。安徽省监察委主任由安徽省人民代表大会选举产生，并向其和安徽省人大常委会以及中华人民共和国监察委员会负责。安徽省监察委现任主任为中共安徽省委常委、省纪委书记刘海泉。

## 历届组成人员

### 第十三届省人大时期（2018年1月起）
- 主任：刘惠（2018年1月30日-2021年9月29日）、刘海泉
- 副主任：樊勇（-2021年12月22日）、许苏跃（-2019年9月）、陈晓燕（女）（-2021年12月22日）、汤春和（2020年11月-）、刘大群（2021年9月-）、唐汝平（2021年12月22日-）、桂青（2021年12月22日-）
- 委员：沈厚富（-2021年12月22日）、陈斌（-2021年12月22日）、汤春和（-2020年11月）、桂青（-2021年12月22日）、谢强（-2021年5月）